# Georgiana Drew
Georgiana Drew, all'anagrafe Georgiana Emma Drew, (Filadelfia, 11 luglio 1856 – Santa Barbara, 2 luglio 1893), è stata un'attrice teatrale statunitense.
Fu conosciuta anche come Georgie Drew Barrymore dopo il suo matrimonio con Maurice Barrymore, matrimonio che legò due tra le famiglie teatrali più prestigiose del mondo anglosassone, i Drew e i Barrymore: dall'unione tra Georgiana e Maurice, nacquero i tre famosi fratelli Lionel, Ethel e John Barrymore.

## Biografia
Figlia di Louisa Lane e di John Drew, appartenenti ambedue a note famiglie di teatro, Georgiana nacque a Filadelfia nel 1856. Come i suoi fratelli, John Drew, Jr., Sidney Drew e la sorella Louisa, anche Georgiana diventò attrice. Fece il suo debutto nel 1872 in The Ladies' Rattle. Seguì il fratello John a New York, recitando anche lei a Broadway. Qui, incontrò un giovane attore inglese, Maurice Barrymore con il quale si sposò il 31 dicembre 1876. Dal loro matrimonio nacquero Lionel, Ethel e John, i tre fratelli Barrymore che, attraverso il cinema, diventarono celebri a livello mondiale. Da John Barrymore, discende Drew Barrymore.
Georgiana morì a soli 36 anni il 2 luglio 1893 a Santa Barbara, in California. Venne sepolta al Mount Vernon Cemetery di Filadelfia.

## Spettacoli teatrali
- Pique (Broadway, 14 dicembre 1875)